# Судзука (трасса)
Судзука (яп. 鈴鹿サーキット судзука са:китто, англ. Suzuka Circuit) — трасса Формулы-1, находится в городе Судзука, префектура Миэ, Япония. Место проведения Гран-при Японии, входящих в чемпионат мира Формулы-1 с 1987 по настоящее время (за исключением 2007 и 2008, когда Гран-при Японии проводился на трассе Фудзи Спидвей).

## История
Трасса Судзука была разработана Джоном Хугенхольцем как тестовая трасса компании Honda. Открыта в 1961 году. После проведения двух Гран-при Японии, не входящих в чемпионат мира Формулы-1 в 1963—1964 годах, трасса стала местом для проведения официальных этапов японского Гран-при, начиная с 1987 года.
Судзука традиционно пользуется очень большой популярностью у зрителей, так как на трассе много возможностей для обгонов, нередко случались дождевые гонки, и конфигурация трассы обеспечивает хороший обзор для зрителей. Кроме того, учитывая, что Гран-при Японии на трассе Судзука традиционно был одним из завершающих этапов чемпионата, именно на нём часто разворачивались решающие схватки за чемпионский титул. Именно такая ситуация была в сезонах 1987—1991, 1996, 1998—2000, 2003.
В 2007 году Гран-при Японии был перенесен на модернизированную Германом Тильке трассу Фудзи Спидвей, принадлежащую главному конкуренту компании Honda — концерну Toyota. Но после 2 лет на Фудзи, в 2009 году Формула-1 вернулась на трассу Судзука.

## Конфигурация
Судзука является уникальной трассой, так как имеет форму «восьмёрки» (для пересечения используется мост). Судзука — длинная, скоростная и сложная трасса. Самым известным является скоростной поворот 130R (130 — это обозначение радиуса поворота в метрах). Именно он и был перестроен при последнем изменении трассы в 2003 году после серьёзной аварии Алана МакНиша. Всего за свою историю в Формуле-1 трасса незначительно изменялась 4 раза.

### Повороты
- 1—2. First corner (первый поворот) — 300 км/ч и 140 км/ч
- 3—6. S curves (S-образные повороты) — 270 км/ч, 200 км/ч, 200 км/ч и 160 км/ч
- 7. Dunlop curve — 200 км/ч
- 8. Degner — 200 км/ч и 140 км/ч
- 11. Hairpin (шпилька) — 60 км/ч
- 12. 200R — проходится «газ в пол»
- 13. Spoon (ложка) — 200 км/ч и 130 км/ч
- 15. 130R — 300 км/ч
- 17. Casio Triangle (треугольник) — 60 км/ч

Судзука — одна из самых скоростных трасс Формулы-1, по характеру схожая со Спа и Сильверстоуном. Средняя скорость прохождения круга составляет 221—229 км/ч, в квалификации гонщики иногда преодолевают рубеж в 230 км/ч, а рекорд установлен Михаэлем Шумахером в 2004 году — 1:33,542, или 235 км/ч.
Специфика трассы в том, что, несмотря на обилие сверхскоростных поворотов, из-за давности постройки, пересечённого рельефа и недостатка площади здесь очень узкие зоны безопасности (особенно в Degner и 130R). Это отчасти компенсируется профилированностью (часть виражей проложена с небольшим поперечным уклоном внутрь поворота); тем не менее, если в Монако требуется проходить в метре от рельса безопасности на скорости 100—150 км/ч, то на Сузуке — в десяти метрах от ограждения, но уже на скорости 200—300 км/ч.

### Версии трассы
| Версия     | Схема                                                              | Длина (м) | Гран-при Формулы-1 | Рекорд круга в квалификации                            |
| Версия     | Схема                                                              | Длина (м) | Гран-при Формулы-1 | Рекорд круга в гонке                                   |
| ---------- | ------------------------------------------------------------------ | --------- | ------------------ | ------------------------------------------------------ |
| 1962–1982  |                                                                    | 6004      | 0                  |                                                        |
| 1983–1986  |                                                                    | 5945      | 0                  |                                                        |
| 1987–2002  |                                                                    | 5 860     | 1987–2002          | 1:32,484 (Михаэль Шумахер, Ferrari F2001, 2001)        |
| 1987–2002  | 1:36,944 (Ральф Шумахер, Williams FW23, 2001)                      | 5 860     | 1987–2002          |                                                        |
| 2003–2008  |                                                                    | 5821      | 2003–2006          | 1:28,954 (Михаэль Шумахер, Ferrari 248 F1, 2006)       |
| 2003–2008  | 1:31,540 (Кими Райкконен, McLaren MP4-20, 2005)                    | 5821      | 2003–2006          |                                                        |
| 2009–н.в.  |                                                                    | 5807      | 2009–2019, 2022–   | 1:26,983 (Макс Ферстаппен, Red Bull Racing RB21, 2025) |
| 2009–н.в.  | 1:30,965 (Кими Антонелли, Mercedes-AMG F1 W16 E Performance, 2025) | 5807      | 2009–2019, 2022–   |                                                        |
| Источники: |                                                                    |           |                    |                                                        |

## Победители Гран-при Японии на трассе Судзука
Розовым цветом помечены Гран-при, не входившие в чемпионат мира Формулы-1
| Сезон | Пилот                                    | Конструктор                              | Отчёт                                    |
| ----- | ---------------------------------------- | ---------------------------------------- | ---------------------------------------- |
| 1963  | Питер Уорр                               | Lotus-Cosworth                           |                                          |
| 1964  | Сокити Сикиба                            | Porsche                                  |                                          |
| 1976  | Жак Лаффит                               | BMW                                      |                                          |
| 1987  | Герхард Бергер                           | Ferrari                                  | Отчёт                                    |
| 1988  | Айртон Сенна                             | McLaren-Honda                            | Отчёт                                    |
| 1989  | Алессандро Наннини                       | Benetton-Ford                            | Отчёт                                    |
| 1990  | Нельсон Пике                             | Benetton-Ford                            | Отчёт                                    |
| 1991  | Герхард Бергер                           | McLaren-Honda                            | Отчёт                                    |
| 1992  | Риккардо Патрезе                         | Williams-Renault                         | Отчёт                                    |
| 1993  | Айртон Сенна                             | McLaren-Ford                             | Отчёт                                    |
| 1994  | Деймон Хилл                              | Williams-Renault                         | Отчёт                                    |
| 1995  | Михаэль Шумахер                          | Benetton-Renault                         | Отчёт                                    |
| 1996  | Деймон Хилл                              | Williams-Renault                         | Отчёт                                    |
| 1997  | Михаэль Шумахер                          | Ferrari                                  | Отчёт                                    |
| 1998  | Мика Хаккинен                            | McLaren-Mercedes                         | Отчёт                                    |
| 1999  | Мика Хаккинен                            | McLaren-Mercedes                         | Отчёт                                    |
| 2000  | Михаэль Шумахер                          | Ferrari                                  | Отчёт                                    |
| 2001  | Михаэль Шумахер                          | Ferrari                                  | Отчёт                                    |
| 2002  | Михаэль Шумахер                          | Ferrari                                  | Отчёт                                    |
| 2003  | Рубенс Баррикелло                        | Ferrari                                  | Отчёт                                    |
| 2004  | Михаэль Шумахер                          | Ferrari                                  | Отчёт                                    |
| 2005  | Кими Райкконен                           | McLaren-Mercedes                         | Отчёт                                    |
| 2006  | Фернандо Алонсо                          | Renault                                  | Отчёт                                    |
| 2009  | Себастьян Феттель                        | Red Bull-Renault                         | Отчёт                                    |
| 2010  | Себастьян Феттель                        | Red Bull-Renault                         | Отчёт                                    |
| 2011  | Дженсон Баттон                           | McLaren-Mercedes                         | Отчёт                                    |
| 2012  | Себастьян Феттель                        | Red Bull-Renault                         | Отчёт                                    |
| 2013  | Себастьян Феттель                        | Red Bull-Renault                         | Отчёт                                    |
| 2014  | Льюис Хэмилтон                           | Mercedes                                 | Отчёт                                    |
| 2015  | Льюис Хэмилтон                           | Mercedes                                 | Отчёт                                    |
| 2016  | Нико Росберг                             | Mercedes                                 | Отчёт                                    |
| 2017  | Льюис Хэмилтон                           | Mercedes                                 | Отчёт                                    |
| 2018  | Льюис Хэмилтон                           | Mercedes                                 | Отчёт                                    |
| 2019  | Валттери Боттас                          | Mercedes                                 | Отчёт                                    |
| 2020  | Гран-при отменён из-за пандемии COVID-19 | Гран-при отменён из-за пандемии COVID-19 | Гран-при отменён из-за пандемии COVID-19 |
| 2021  | Гран-при отменён из-за пандемии COVID-19 | Гран-при отменён из-за пандемии COVID-19 | Гран-при отменён из-за пандемии COVID-19 |
| 2022  | Макс Ферстаппен                          | Red Bull-Honda RBPT                      | Отчёт                                    |
| 2023  | Макс Ферстаппен                          | Red Bull-Honda RBPT                      | Отчёт                                    |
| 2024  | Макс Ферстаппен                          | Red Bull-Honda RBPT                      | Отчёт                                    |
| 2025  | Макс Ферстаппен                          | Red Bull-Honda RBPT                      | Отчёт                                    |